# Melitta Marxer
Melitta Marxer, född 1923, död 2015, var en kvinnorättsaktivist i Liechtenstein.  Hon var en centralfigur i rösträttsrörelsen för kvinnor ifrån dess början på 1960-talet fram till införandet av kvinnlig rösträtt efter Folkomröstningen om kvinnlig rösträtt i Liechtenstein 1984. Hon var engagerad inom Komitée für das Frauenstimmrecht.